# Ford Models

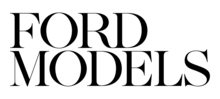
Logo da Ford Models

A Ford Models, Inc. é uma agência de modelos fundada em 1946 por Eileen e Jerry Ford.
A agência tem representado uma extensa lista de estrelas que incluem Christie Brinkley, Courteney Cox, Rachel Hunter, Evangeline Lilly, Stephanie Seymour, Chanel Iman, Carolyn Murphy, Carmen, Carol Alt, Elaine Irwin, Erin O'Connor, Vendela, Veronica Webb, Raven-Symoné, Xuxa Meneghel, Paris Hilton, Anderson Cooper, Ali Larter, Dorian Leigh, Ashley Tisdale, Ashley Benson, Liliane Ferrarezi e Lindsay Lohan.
Desde 1980, a agência e suas afiliadas em todo o mundo, promovem anualmente o concurso Supermodel of the World que atrai mais de 60 000 candidatas e candidatos a modelo.
Possui suas filias globais em: Nova Iorque, Miami, Rio de Janeiro, São Paulo, Madrid, Lisboa, Roma, Berlim e Tóquio

## Modelos representados pela Ford (passado e presente)
| - Kim Alexis - Camila Finn - Nathalya Ranyere - Christie Brinkley - Brooke Burke - Suzy Chaffee - Gina Choe - Anderson Cooper - Lucas Schneider - Wilhelmina Cooper - Courteney Cox - Yaya DaCosta - Charlotte Dawson - Kristine Debell - Katarzyna Dolinska - Dani Evans - Stacy-Ann Fequiere | - Liliane Ferrarezi - Lianna Fowler - Chanel Iman - Fluvia Lacerda - Elaine Irwin - Nataliya Gotsiy - Jerry Hall - Lydia Hearst-Shaw - Paris Hilton - Kristy Hinze - Alexandria Karlsen - Allison Kuehn - Ali Larter - Dorian Leigh - Noemie Lenoir - Nicole Linkletter | - Kimberley Locke - Lindsay Lohan - Elle MacPherson - Mayke Ziemann - Eva Marcille - Karen McDougal - Kristen McMenamy - Xuxa Meneghel - Ana Claudia Michels - Naima Mora - Carolyn Murphy - Ajuma Nasenyana - Brita Petersons - Tori Praver - Bar Refaeli - Charo Ronquillo | - Ines Sastre - Bre Scullark - Raven-Symoné - Stephanie Seymour - Evandro Soldati - Heather Stohler - Cheryl Tiegs - Analeigh Tipton - Ashley Tisdale - Twiggy - Vendela Kirsebom - Frederique van der Wal - Veronica Webb - Alek Wek - Ashley Benson - Carolina Kasting Fontes: |